# 多忠修

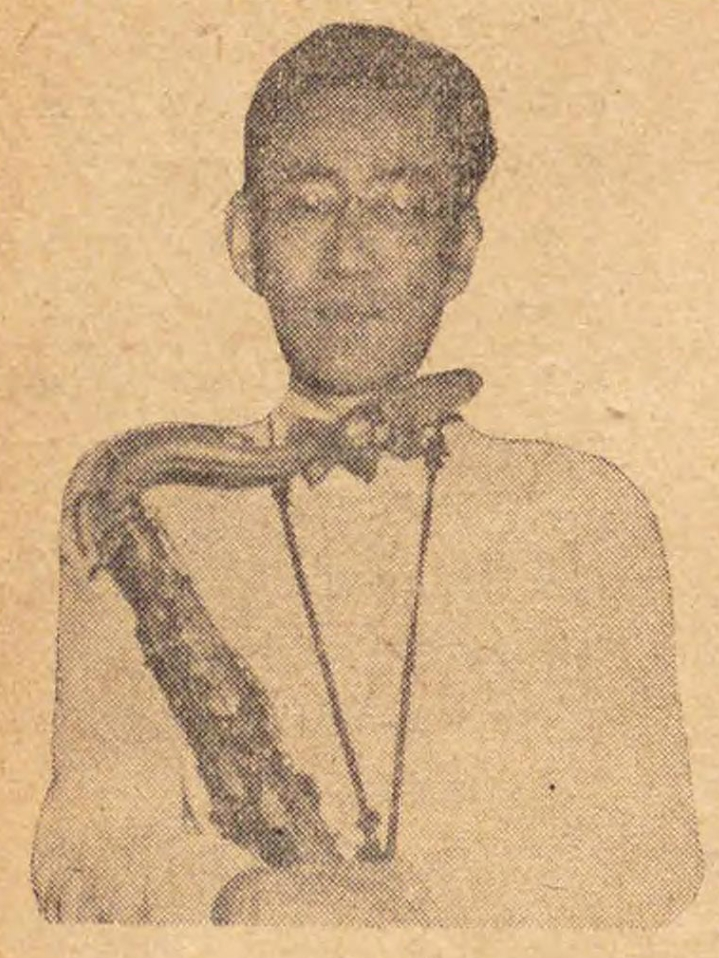
多忠修の写真

多 忠修（おおの ただおさ、1913年7月14日 - 1996年1月22日）は、日本のジャズミュージシャン。筆名、萩原忠司。息子の多忠和は日本電子専門学校理事長。

## 略歴
平安時代から続く雅楽家の多氏の家系に生まれ育つ。父の多忠基（ただしげ）は宮内省式部寮雅楽課楽長。
宮内省楽部楽生を経て、1931年、ジャズの三上秀俊バンドに参加。1932年に辞官してジャズの道に進み、1937年、14人編成のジャズオーケストラ「多忠修とミュージック」を結成。1940年、日劇オーケストラの指揮者に就任。1943年、NHK東京放送管弦楽団の指揮者に就任。1944年、横須賀海兵団に入隊。
戦後、"渡辺弘とスター･ダスターズ"への参加を経て、1949年、"多忠修とゲイスターズ"、"多忠修とビクター・オールスターズ"を結成。1950年前後のジャズブームに乗り、バンドリーダー、ジャズ・サクソフォーン奏者、指揮者、作曲家、編曲家として活動した。
バンドリーダーとしてトニー谷のバックバンドを指揮した他、作曲家としてはトニー谷の歌のほとんどを手がけた。この他の代表作に雪村いづみの『東京の三人娘』などがある。